# Pauxi
Pauxi är ett litet släkte inom familjen trädhöns med endast tre arter som båda lever i Sydamerika. Fåglarna är stora och tunga; två till tre gånger så tunga som en tjäder och upp till 35 centimeter längre. De har en blåsvart fjäderdräkt.
Släktet omfattar tre arter:
- Hjälmhocko (Pauxi pauxi)
- Sirahocko (Pauxi koepckeae)
- Hornhocko (Pauxi unicornis)